# Artilleriekorps (lsrael)

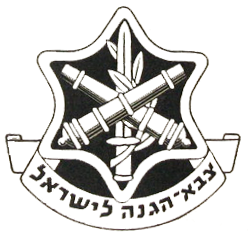
Artilleriekorps Wappen (1948)

Das Israelische Artilleriekorps (hebräisch Heil HaTotchanim (חיל התותחנים)) ist eine zentrale Komponente der Bodentruppen der Israelischen Verteidigungsstreitkräfte (IDF).
Es ist für die Bereitstellung von Feuerunterstützung für die Infanterie- und Panzerverbände sowie für die Durchführung präziser und strategischer Angriffe verantwortlich. Das Artilleriekorps wurde mit der Gründung der IDF im Jahr 1948 ins Leben gerufen und spielte eine entscheidende Rolle in den verschiedenen Konflikten Israels. Es hat sich im Laufe der Jahrzehnte erheblich weiterentwickelt, insbesondere durch die Integration moderner Technologien und Präzisionswaffen.

## Geschichte
Bereits vor der Gründung des Staates Israel existierten jüdische paramilitärische Gruppen, die als Vorläufer der heutigen IDF fungierten. Die Hagana, die wichtigste paramilitärische Organisation der jüdischen Bevölkerung im britischen Mandatsgebiet Palästina, spielte eine Schlüsselrolle bei der Vorbereitung des modernen israelischen Militärs, einschließlich der Artillerieeinheiten.

### Die Anfänge: Hagana und frühe Artillerie
Die Hagana wurde 1920 als Schutzorganisation der jüdischen Gemeinde gegründet und wuchs im Laufe der Jahre zu einer effektiven militärischen Einheit. Anfang der 1940er Jahre begann die Organisation, sich auf die Schaffung eines zukünftigen Staates Israel vorzubereiten, was auch die Entwicklung von Waffen und militärischer Ausbildung beinhaltete. In dieser Zeit wurden auch erste Erfahrungen mit Artillerie gesammelt, wenn auch die jüdischen Kräfte zunächst auf die Beschlagnahmung britischer Waffen angewiesen waren.
Zu den frühen Führern der Hagana gehörte Jigal Allon, der eine Schlüsselrolle bei der Umstrukturierung der Haganah in eine militärische Organisation spielte. Allon war bekannt für seine organisatorischen Fähigkeiten und seine Fähigkeit, militärische Taktiken zu entwickeln, die später auch in der IDF von Bedeutung waren. Während dieser Zeit begann die Haganah unter Allons Führung, Artillerieeinheiten aufzubauen, die später in den israelischen Streitkräften eine zentrale Rolle spielen würden.
Bereits vor dem Zweiten Weltkrieg begannen jüdische Milizen wie die Hagana, sich mit dem Problem der Waffenbeschaffung auseinanderzusetzen. Ein zentrales Ziel war es, Waffensysteme zu sichern, die für eine spätere militärische Konfrontation mit den arabischen Nachbarn erforderlich wären. Dazu gehörten auch erste Versuche, schwere Waffen wie Artilleriegeschütze zu beschaffen, wobei diese oft aus britischen Beständen erbeutet oder über geheime Kanäle importiert wurden.

### 1948 und der Unabhängigkeitskrieg: Waffenbeschaffung unter Druck
Der Unabhängigkeitskrieg 1948 stellte Israel vor gewaltige Herausforderungen, vor allem im Bereich der Waffenversorgung. Zu Beginn des Krieges war die israelische Armee noch nicht in der Lage, sich selbstständig mit modernen Waffen zu versorgen, weshalb auf improvisierte Lösungen zurückgegriffen werden musste. Waffen, die in den Jahren zuvor über geheime Kanäle beschafft worden waren, kamen zum Einsatz, aber die IDF war auch auf Waffenlieferungen aus dem Ausland angewiesen.
Eine der entscheidenden Quellen für Waffenlieferungen in dieser Zeit war die Tschechoslowakei, die Israel 1948 mit schweren Waffen versorgte. Diese Waffenlieferungen beinhalteten unter anderem Artilleriegeschütze, die der IDF einen entscheidenden Vorteil verschafften, als sie gegen die koalierte arabische Armee kämpfte. In dieser kritischen Phase gelang es Israel, Waffen aus verschiedenen osteuropäischen Ländern zu beschaffen, die es der noch jungen Armee ermöglichten, die Kriegsführung fortzusetzen. Die Waffenbeschaffung war jedoch auch von politischen Spannungen begleitet, da die westlichen Länder, insbesondere die USA und Großbritannien, sich zunächst weigerten, Israel mit Waffen zu versorgen.
In dieser Phase war Yigal Allon erneut eine führende Figur, der als Kommandant der Palmach (der Eliteeinheit der Hagana) und später als stellvertretender Generalstabschef der IDF in der frühen Phase des Krieges eine zentrale Rolle spielte. Allon war maßgeblich an der Organisation und Koordination der Artillerieeinheiten beteiligt.

### 1950er bis 1960er Jahre: Konsolidierung der Waffenversorgung
Nach dem Unabhängigkeitskrieg begann Israel, seine Waffenbeschaffung weiter zu konsolidieren und zu diversifizieren. In den 1950er Jahren wurde die Beziehung zu sozialistischen Staaten wie der Tschechoslowakei und Polen weiter ausgebaut. Diese Länder belieferten Israel nicht nur mit Artillerie, sondern auch mit anderen wichtigen Waffensystemen, darunter Panzer und Flugzeuge. Israel suchte jedoch auch nach westlicher Unterstützung und konnte zunehmend Waffen aus den USA und anderen westlichen Ländern erhalten.
In den 1960er Jahren, als Israel auf den Sechstagekrieg hinarbeitete, spielte Mosche Dayan, der ab 1964 als Generalstabschef der IDF diente, eine zentrale Rolle in der Planung und Beschaffung moderner Waffensysteme. Dayan setzte sich für eine kontinuierliche Aufrüstung der IDF ein, einschließlich der Beschaffung neuer Artilleriegeschütze und anderer schwerer Waffen, die in den bevorstehenden Konflikten eine Schlüsselrolle spielen sollten. Er war ein wichtiger Befürworter von Waffenlieferungen aus dem Westen und arbeitete eng mit den USA zusammen, um die israelische Armee mit den notwendigen Ressourcen zu versorgen.

### 1967: Der Sechstagekrieg und die Bedeutung der Waffenversorgung
Im Sechstagekrieg von 1967 spielte die Artillerie eine zentrale Rolle, und die Waffenlieferungen, die Israel über die Jahre erhalten hatte, waren entscheidend für den Sieg. Die IDF setzte während des Krieges schwere Artillerie und moderne Feuerleitsysteme ein, die den Unterschied auf dem Schlachtfeld ausmachten. Die Waffenlieferungen aus der Tschechoslowakei, die besonders in den frühen Kriegsjahren wichtig waren, wurden in dieser Phase durch westliche Waffen ersetzt. Der Einsatz moderner Waffentechnologien, die Israel während der 1960er Jahre erhielt, ermöglichte eine schnellere und präzisere Artillerieeinsetzung gegen die feindlichen Armeen.
Ein wichtiger Kommandeur in dieser Zeit war Yitzhak Rabin. Er leitete die IDF während des Krieges und war maßgeblich an der erfolgreichen Koordination von Luftwaffe, Panzertruppen und Artillerie beteiligt. Unter Rabins Führung konnte die IDF ihre Artillerieeffektivität maximieren, insbesondere durch den koordinierten Einsatz von Luft- und Bodentruppen.

### 1973: Der Jom-Kippur-Krieg und der technologische Fortschritt
Im Jom-Kippur-Krieg 1973 zeigte sich die Bedeutung der kontinuierlichen Waffenbeschaffung und technologischen Innovationen in der Artillerie. Israel hatte mittlerweile Zugang zu modernerer Technologie, einschließlich computergestützter Feuerleit- und Zielverarbeitungssysteme, was eine präzisere Bekämpfung feindlicher Ziele ermöglichte. Dies war das Resultat eines jahrelangen Prozesses der Modernisierung der IDF, der durch eine breite Palette von Waffenlieferungen aus dem Westen, insbesondere aus den USA, unterstützt wurde.
Während des Jom-Kippur-Kriegs war David Elazar, der als Generalstabschef der IDF diente, eine zentrale Führungspersönlichkeit. Elazar leitete die IDF zu Beginn des Krieges, als die Armee mit überraschenden Angriffen konfrontiert wurde. Trotz der anfänglichen Herausforderungen konnte er die Streitkräfte umstrukturieren und eine erfolgreiche Gegenoffensive organisieren. Elazar spielte eine Schlüsselrolle bei der Mobilisierung und dem Einsatz der Artillerieeinheiten, die zur Zerschlagung der feindlichen Truppen beitrugen.

### 1980er Jahre bis zur Gegenwart: Technologische Innovation und fortlaufende Waffenlieferungen
In den 1980er Jahren begann Israel, verstärkt auf technologische Innovationen zu setzen. Die IDF modernisierte ihre Artillerieeinheiten kontinuierlich, indem sie neue Artilleriegeschütze einführte und Raketenartillerie wie das „Lynx“-System integrierte. Israel setzte verstärkt auf Präzisionstechnologie und den Einsatz von Drohnen zur Zielaufklärung, was die Effektivität seiner Artillerie erheblich steigerte.
Ein prominenter Kommandeur dieser Ära war Ehud Barak, der als stellvertretender Generalstabschef und später als Generalstabschef der IDF in den 1990er Jahren maßgeblich zur Modernisierung und strategischen Neuausrichtung der israelischen Streitkräfte beitrug. Barak setzte sich für die Verbesserung der Artillerietaktiken und die Integration neuer Waffentechnologien ein, was der IDF half, ihre militärische Überlegenheit zu bewahren. Seine Führung spielte eine Schlüsselrolle bei der Koordination moderner Kriegsführungstechnologien und der Weiterentwicklung der Artillerieeinheiten.

## Oberbefehlshaber
1. Jigal Allon (Oberst, später Generalmajor): 1948–1950[2].
2. Shlomo Lahat (Oberst): 1950–1956[1]
3. Meir Amit (Generalmajor): 1956–1961[3]
4. Yitzhak Rabin (Generalmajor, später Generalstabschef): 1961–1964 (Kommandeur Artilleriekorps)[3]
5. Mosche Dayan (Generalmajor, später Generalstabschef): 1964–1967[4]
6. Yitzhak Hofi (Generalmajor): 1967–1973[1]
7. David Elazar (General, später Generalstabschef): 1973–1977[4]
8. Ehud Barak (Brigadegeneral, später Generalstabschef): 1977–1982[1]
9. Aharon Ze'evi-Farkash (Generalmajor): 1983–1988[4]
10. Amos Yadlin (Brigadegeneral): 1990–1994[5]
11. Shlomo Tzukrel (Generalmajor): 1994–2000[2]
12. Jair Golan (Brigadegeneral): 2000–2005
13. Nimrod Shefer (Generalmajor): 2005–2010
14. Erez Weitzman (Generalmajor): 2010–2015
15. Amir Eshel (Generalmajor): 2015–2020
16. Kfir Farkash (Generalmajor): seit 2020

## Struktur des Israelischen Artilleriekorps
Das Israelische Artilleriekorps ist in verschiedene Brigaden und spezialisierte Einheiten gegliedert:

### Hauptquartier
Das Hauptquartier des Artilleriekorps koordiniert die Ausbildung, Strategie und Einsätze der Artillerieeinheiten. Es ist verantwortlich für die Entwicklung neuer Technologien und die Integration moderner Feuerleitsysteme.

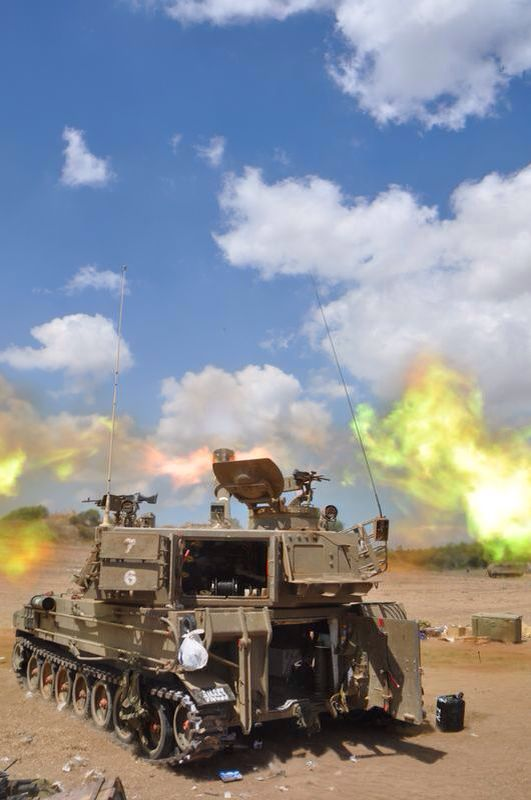
IDF-Artilleriekräfte feuern im Gazastreifen im Rahmen der Operation Protective Edge

### Aktive Artilleriebrigaden
Das Korps umfasst mehrere aktive Brigaden, die unterschiedliche Artilleriesysteme einsetzen:
- 214. Artilleriebrigade („David’s Sling“)
-
- 215. Artilleriebrigade („Amud HaEsh“)
-
- 282. Artilleriebrigade („Golan“)
- 425. Artilleriebrigade (Artillerieschule)

### Reserve-Artilleriebrigaden
Zusätzlich gibt es mehrere Reservebrigaden, die im Bedarfsfall mobilisiert werden:
- 209. Artilleriebrigade („Kidon“)
- 213. Artilleriebrigade („HaTkuma“)
- 454. Artilleriebrigade („Tabor“)
- 7338. Artilleriebrigade („Adirim“)

### Spezialisierte Einheiten
Das Artilleriekorps verfügt über spezialisierte Einheiten für verschiedene Aufgaben:
- Raketenartillerie – Einsatz von Langstreckenraketen wie LORA.
- Drohnen- und Aufklärungseinheiten
– Nutzung von UAVs zur Zielerfassung.
- Präzisionsschlag-Einheiten
– Einsatz von gelenkter Munition für strategische Angriffe.